# (5623) Iwamori
(5623) Iwamori est un astéroïde de la ceinture principale.

## Description
(5623) Iwamori est un astéroïde de la ceinture principale. Il fut découvert le 20 octobre 1990 à Dynic par Atsushi Sugie. Il présente une orbite caractérisée par un demi-grand axe de 3,01 UA, une excentricité de 0,10 et une inclinaison de 11,0° par rapport à l'écliptique.

## Compléments